# Lisö

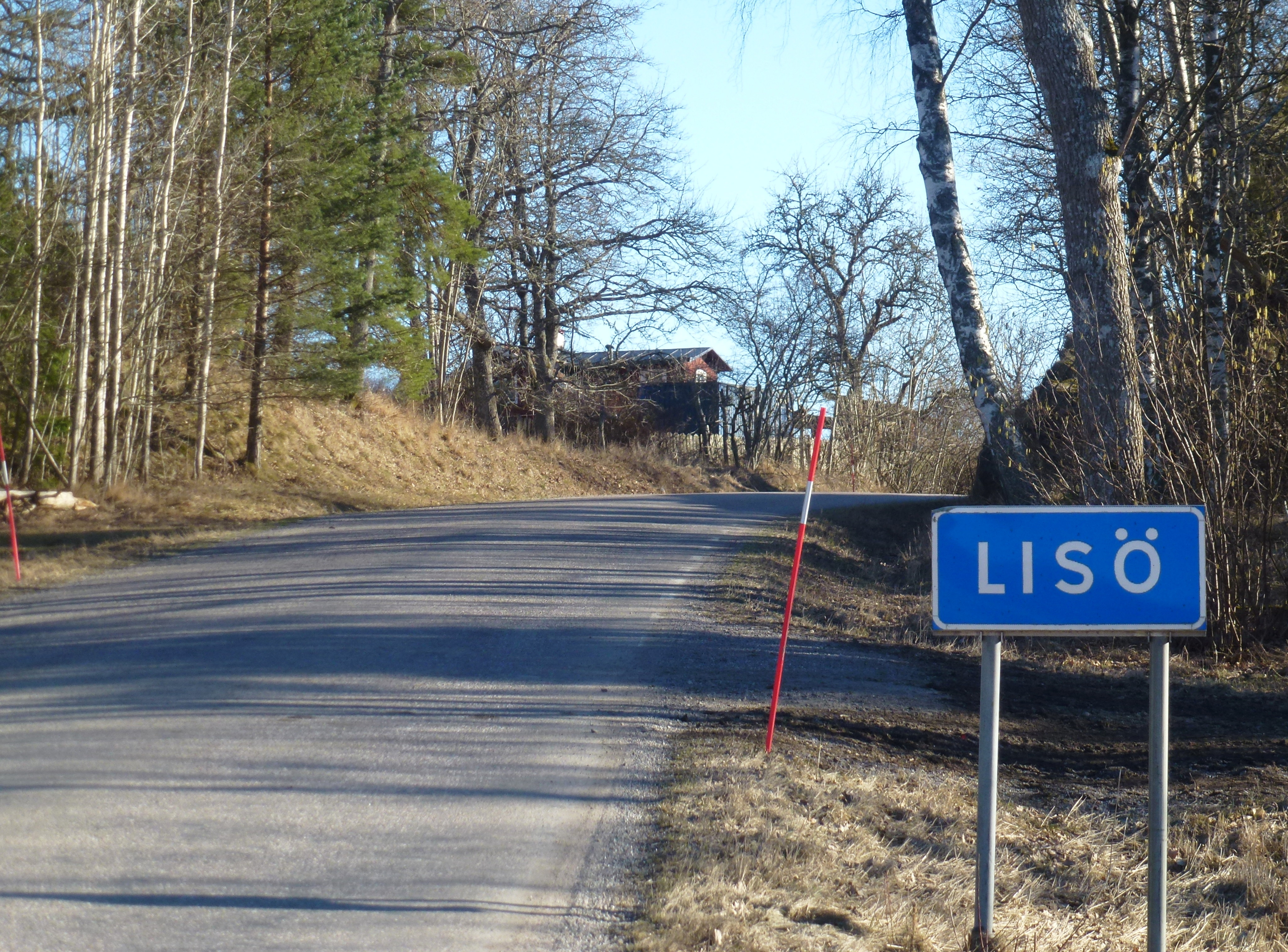
Lisö och väg 534 söderut.

Lisö är en halvö och en by i sydvästra delen av Nynäshamns kommun, Stockholms län.

## Beskrivning
Den långsmala halvön är cirka elva kilometer lång (i nord-sydlig riktning) och begränsas i öster av Fållnäsviken och i väster av Svärdsfjärden. Längs hela Lisö löper Lisövägen (väg 534). Lisös natur består huvudsakligen av odlingslandskap med stora åkermarker och skogklädda bergshöjder. 
På Lisö ligger fortfarande ett stort antal bevarade dagsverkstorp som tidigare lydde under Fållnäs gård. Det finns två större gårdar där det fortfarande bedrivs aktivt jordbruk: Stennäs gård med byggnader från 1800-talet och Skärlinge gård. Vid Stennäs gård fanns även den numera försvunna väderkvarnen Stennäs kvarn. I närheten med vy över Hästnäsviken ligger Gunnar Asplunds sommarhus, Sandtäppan från 1937. Vid Hästnäsviken ligger ytterligare en intressant villa, den Ufo-liknande Kupolvillan som arkitekten Ralph Erskine ritade 1955. För övrigt återfinns flera mindre bebyggelsegrupper bestående av främst fritidshus från mitten av 1900-talet. Vid Brebol har en livsmedelsbutik drivits sedan år 1910, men den är numera nedlagd.

## Bilder

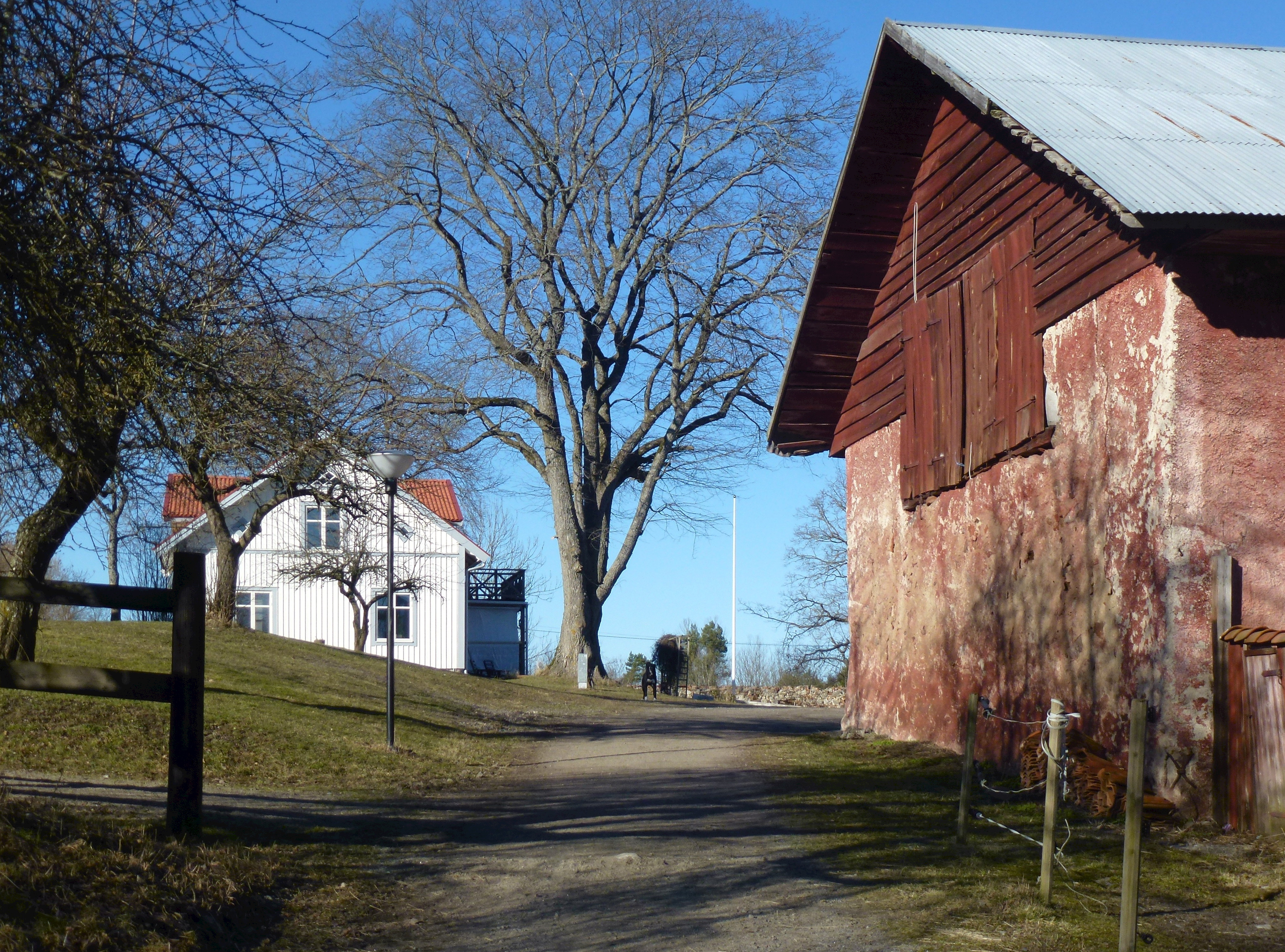
Stennäs gård
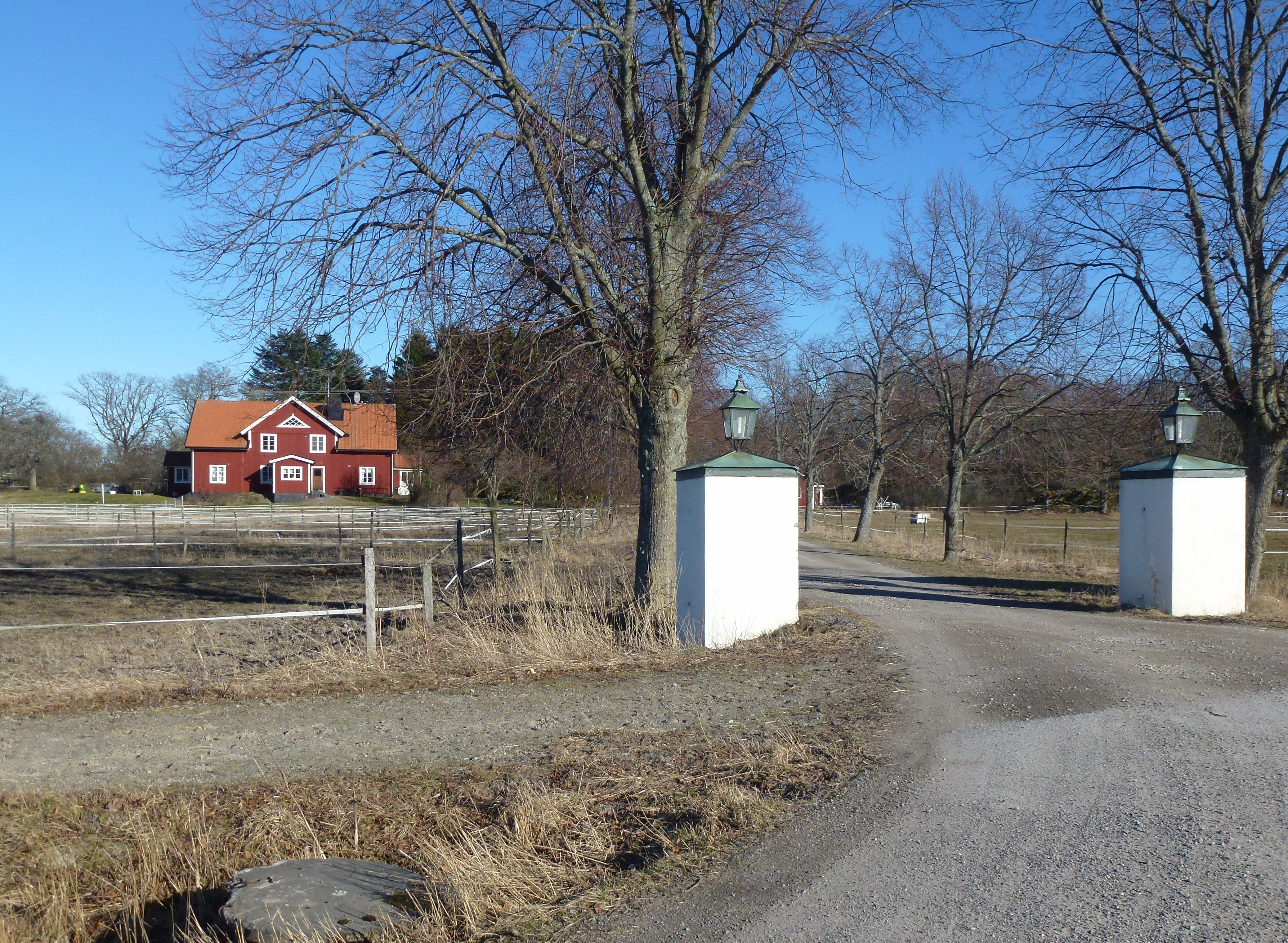
Skärlinge  gård
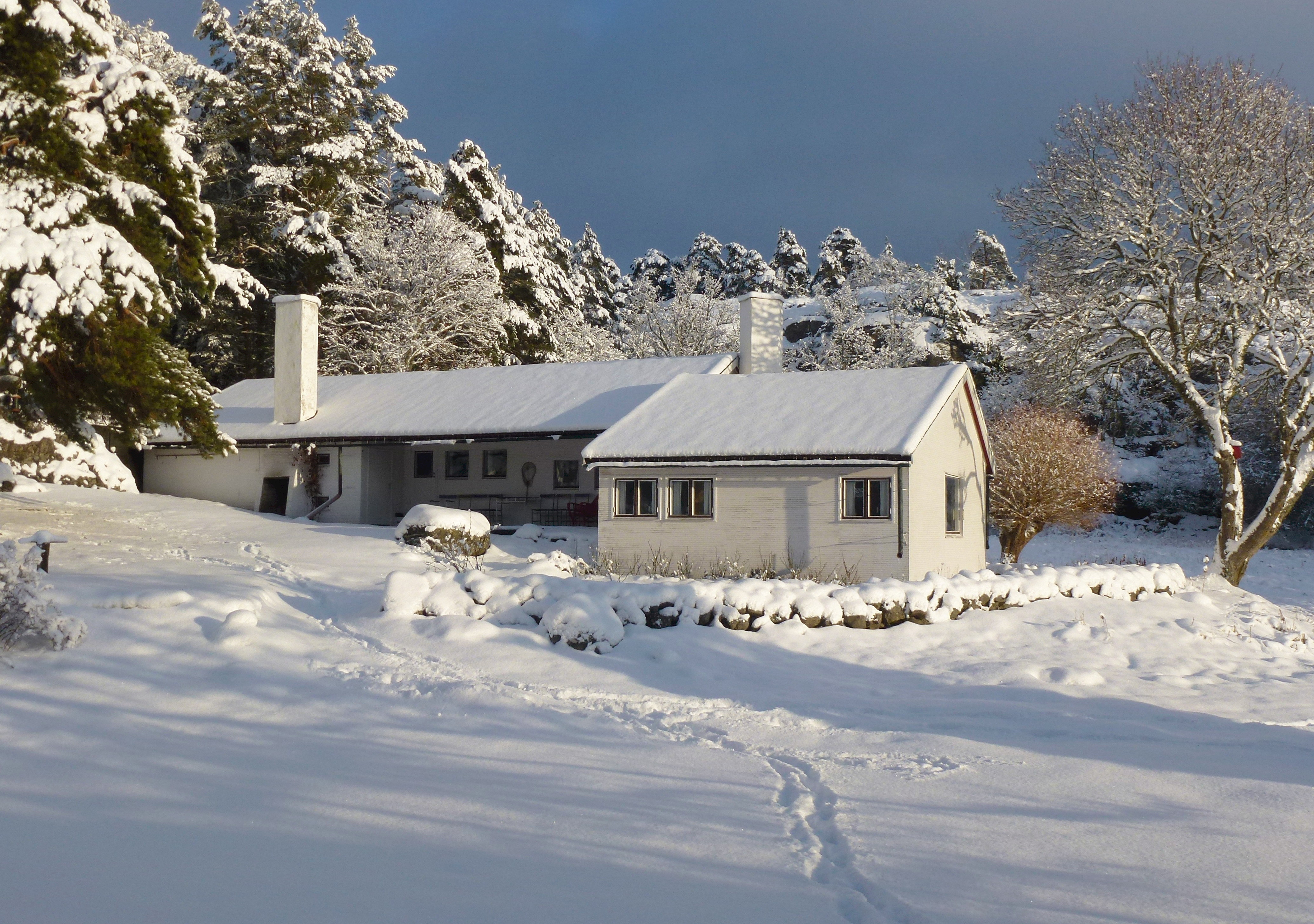
Sandtäppan
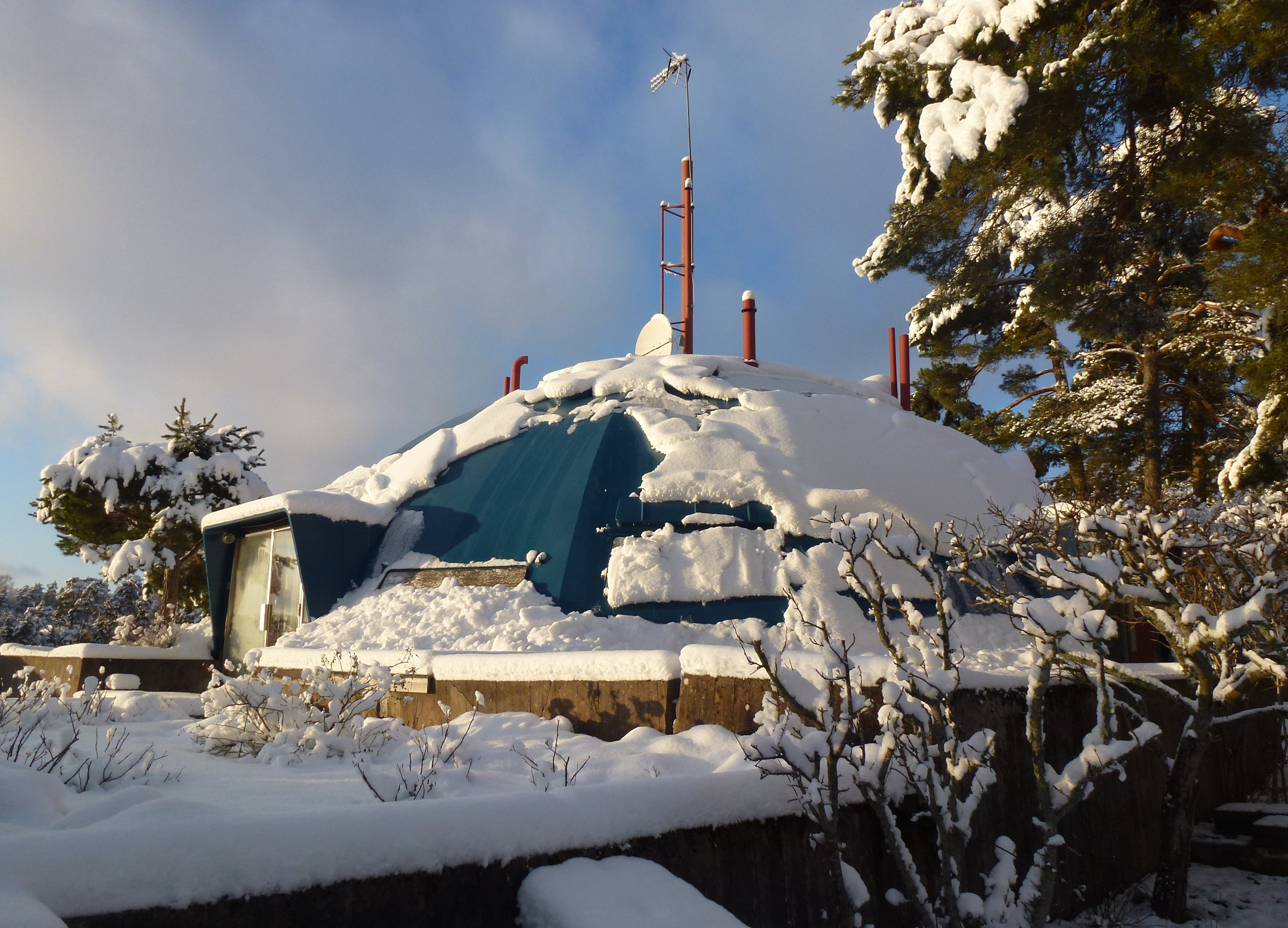
Kupolvillan